# Raoul Mesnier du Ponsard
Pour les articles homonymes, voir Mesnier et Ponsard.
Raoul Mesnier du Ponsard, né le 2 avril 1849 à Porto de parents français et mort en 1914 à Inhambane au Mozambique, est un ingénieur franco-portugais. Il est connu pour avoir conçu plusieurs ascenseurs et funiculaires au Portugal.

## Biographie
Il est né à Porto dans le quartier de São Nicolau, de parents français. Malgré la croyance commune il n'y aucune preuve qu'il fut effectivement l'élève de Gustave Eiffel.

## Œuvres
- Funiculaire de Bom Jesus à Braga, 1882.
- Funiculaire de Guindais à Porto, 1891.
- Ascenseur de Santa Justa, 1900-1902 ; funiculaires de Lavra (1884), de Gloria (1885) et de Bica (1892).
- Ascenseur de Nazaré